# Trine 2
Trine 2 è un videogioco a piattaforme del 2011 sviluppato da Frozenbyte. Seguito di Trine, il videogioco è stato pubblicato per Microsoft Windows, macOS, Linux, oltre ad essere stato distribuito tramite PlayStation Network, Xbox Live e Nintendo eShop.

## Modalità di gioco
Il gioco prevede una modalità giocatore singolo e una multigiocatore, sia online che offline. Come in Trine, ritornano i tre personaggi giocanti: il mago Amadeus, il cavaliere Pontius e la ladra Zoya. 
Ogni personaggio possiede abilità specifiche.

## Edizioni
- Trine 2: Goblin Menace (2012) DLC, aggiunge 6 nuove abilità e una campagna inedita con 6 capitoli;[2]
- Trine 2: Director’s Cut (2012) versione esclusiva temporanea Wii U include il DLC e un nuovo capitolo Le Caverne dei Nani;
- Trine 2: Complete Story (2013) gli stessi contenuti della versione Wii U ma pubblicata a posteriori su PC, PlayStation 4, Android, Linux, Mac, Nintendo Switch.[3]

Alla versione giapponese per Wii U è stato aggiunto il sottotitolo: 三つの力と不可思議の森 (Forest of Mystery and the Power of Three).